# Kismat Konnection
Kismat Konnection est un film indien réalisé par Aziz Mirza sorti le 18 juillet 2008.

## Synopsis
Raj Malhotra (Shahid Kapoor), jeune architecte résidant à Toronto, était au cours de ses études un brillant élève qui ne connaissait que le succès. Mais depuis il éprouve des difficultés à lancer sa carrière. Il manque de client, de projet. Il consulte un jour une voyante Hassena Bano Jaan (Juhi Chawla) qui lui annonce que sa vie est sur le point de changer grâce à un objet ou une personne porte-bonheur. Il s'avère que c'est une jeune femme qui se nomme Priya Saluja (Vidya Balan).

## Distribution
- Shahid Kapoor : Raj Malhotra
- Vidya Balan : Priya Saluja
- Juhi Chawla : Haseena Banu Jaan
- Om Puri : Sanjeev Gill
- Vishal Malhotra : Hiten Patel
- Boman Irani : Rajeev Batra
- Amit Varma : Karan Bahl
- Himani Shivpuri : Mrs. Gill
- Karanvir Bohra : Dev Katariya
- Shahrukh Khan : Narrateur
- Farhad Nathani : Mr. Sinha